# Versos de tornillo
Versos de tornillo es el sexto disco de Javier Krahe, editado originalmente en 1997.
Todos los temas son de Javier Krahe, excepto María Magdalena (Javier Krahe y Javier Ruibal) y ¿Que quién es Marta?? (Javier Krahe y Javier López de Guereña). 
¿Que quién es Marta? fue grabada en 1994, como tema principal de la película Sálvate si puedes, de Joaquín Trincado.
En 2009 fue reeditado por 18 Chulos en un pack junto a Sacrificio de dama y Elígeme.

## Listado de temas
1. En la costa suiza - 4:10
2. Maldito paro - 2:54
3. Huevos de corral - 3:32
4. Alta velocidad - 0:30
5. El bufón, la princesa y la bola - 2:40
6. De liana en liana - 2:52
7. Días de playa - 3:46
8. El son de Adela - 3:32
9. María Magdalena - 2:02
10. Mi mano en pena - 1:11
11. Canas al aire - 3:50
12. ¿Que quién es Marta? - 2:36

## Músicos
- Javier Krahe - Voz
- Javier López de Guereña - Guitarras y teclados
- Andreas Prittwitz - Vientos
- Fernando Anguita - Contrabajo
- Jimmy Ríos - Percusiones
- Antonio Calero - Batería
- Federico Lechner - Piano
- Maestro Reverendo - Acordeón
- Antonio Sánchez - Guitarra en Maldito paro y Alta velocidad